# Maksim Grigorjev
Maksim Sergejevitsj Grigorjev (Russisch: Максим Сергеевич Григорьев; Lipetsk, 6 juli 1990) is een Russisch voormalig voetballer die doorgaans speelde als rechtsbuiten. Tussen 2009 en 2024 was hij actief voor Spartak Moskou, MITOS Novocherkassk, FK Rostov, Lokomotiv Moskou, opnieuw FK Rostov, FK Orenburg, FK Oeral, Baltika Kaliningrad, Avangard Koersk, Fakel Voronezj, SKA Rostov en Metallurg Lipetsk. Grigorjev maakte in 2012 zijn debuut in het Russisch voetbalelftal en kwam uiteindelijk tot vier interlandoptredens.

## Clubcarrière
Grigorjev speelde in de jeugdopleiding van Spartak Moskou, maar wist bij die club eigenlijk niet echt door te breken. In 2011 verliep zijn verbintenis bij de club en hij wilde naar FK Rostov vertrekken. Vanwege een bepaalde vergoeding voor transfervrije spelers onder de 23 jaar, werd echter besloten hem in te schrijven bij tweedeklasser MITOS Novocherkassk, dat hem zou verhuren aan FK Rostov. Op die manier werden de transferkosten gedrukt. Op 2 april 2011 debuteerde de linksbuiten tegen Lokomotiv Moskou. Hij scoorde ook direct tijdens zijn eerste duel. In 2012 maakte hij de overstap naar Lokomotiv Moskou, waar hij tekende tot medio 2015. In 2014 werd hij voor de duur van één seizoen verhuurd aan zijn oude club FK Rostov. Een jaar na zijn terugkeer verkaste Grigorjev definitief naar Rostov, waar hij zijn handtekening zette onder een verbintenis voor de duur van drie seizoenen. In 2017 werd hij verhuurd aan FK Orenburg en na zijn terugkeer mocht hij vertrekken bij Rostov. Hierna tekende de vleugelspeler voor FK Oeral. In september 2017 verliet hij de club vanwege privéredenen. In januari 2018 werd Baltika Kaliningrad zijn nieuwe werkgever. Een jaar later verkaste Grigorjev naar Avangard Koersk. Na periodes bij Fakel Voronezj en SKA Rostov kwam hij in de zomer van 2022 terecht bij Metallurg Lipetsk. Medio 2024 vertrok hij en hierop besloot hij op drieëndertigjarige leeftijd een punt achter zijn actieve loopbaan te zetten.

## Interlandcarrière
Grigorjev debuteerde in het Russisch voetbalelftal op 14 november 2012. Op die dag werd een vriendschappelijke wedstrijd tegen de Verenigde Staten met 2–2 gelijkgespeeld. De vleugelspeler moest van bondscoach Fabio Capello op de bank beginnen en na elf minuten viel hij in voor de geblesseerd uitgevallen debuterende doelpuntenmaker Fjodor Smolov. Tien minuten voor tijd werd ook Grigorjev weer afgelost, door mede-debutant Denis Tsjerysjev.
| Interlands van Maksim Grigorjev voor Rusland | Interlands van Maksim Grigorjev voor Rusland | Interlands van Maksim Grigorjev voor Rusland | Interlands van Maksim Grigorjev voor Rusland | Interlands van Maksim Grigorjev voor Rusland | Interlands van Maksim Grigorjev voor Rusland | Interlands van Maksim Grigorjev voor Rusland |
| №                                            | Datum                                        | Wedstrijd                                    | Uitslag                                      | Competitie                                   | Goals                                        |                                              |
| Als speler bij Lokomotiv Moskou              | Als speler bij Lokomotiv Moskou              | Als speler bij Lokomotiv Moskou              | Als speler bij Lokomotiv Moskou              | Als speler bij Lokomotiv Moskou              | Als speler bij Lokomotiv Moskou              | Als speler bij Lokomotiv Moskou              |
| -------------------------------------------- | -------------------------------------------- | -------------------------------------------- | -------------------------------------------- | -------------------------------------------- | -------------------------------------------- | -------------------------------------------- |
| 1                                            | 14 november 2012                             | Rusland – Verenigde Staten                   | 2 – 2                                        | Vriendschappelijk                            |                                              |                                              |
| 2                                            | 25 maart 2013                                | Brazilië – Rusland                           | 1 – 1                                        | Vriendschappelijk                            |                                              |                                              |
| 3                                            | 19 november 2013                             | Rusland – Zuid-Korea                         | 2 – 1                                        | Vriendschappelijk                            |                                              |                                              |
| Als speler bij FK Rostov                     |                                              |                                              |                                              |                                              |                                              |                                              |
| 4                                            | 9 oktober 2014                               | Zweden – Rusland                             | 1 – 1                                        | EK 2016 kwalificatie                         |                                              |                                              |